# Hakon Långström
Hakon Lennart Långström, född 6 mars 1946 i Uddevalla, är präst i Svenska kyrkan och författare. Han var domprost och kyrkoherde i Stockholms domkyrkoförsamling mellan 2003 och 2006.
Långström är utbildad civilingenjör i kemi och har en flerårig yrkesverksamhet bakom sig som laboratoriechef och överingenjör i pappersindustrin. Han prästvigdes 1994.  Han har även varit kyrkopolitiskt aktiv bland annat som ledamot av kyrkomötet för Svenska Kyrkan för perioderna 2005-2009 och 2010-2013 där han representerat Moderata samlingspartiet. Han har under två mandatperioder varit 1:e vice ordförande i Nämnden för utbildning, forskning och kultur och är från 2018 ersättare i Svenska kyrkans överklagandenämnd. 
Den 27 april 2006 meddelade Långström att han avgår som domprost hösten 2006. Som anledning angav han en kommande fotoutställning om Jesus, som Stockholms stift skulle vara medarrangör till. Långström ansåg att bilderna ”inte bara är olämpliga och kontroversiella, utan direkt kränkande”.
Långström röstades 2009 fram som kandidat till biskopsvalet i Stockholms stift, i och med att han fick 43 röster i provvalet, utan att ha varit nominerad av den informella kommitté som förberedde valet.
Efter sin pensionering har Långström varit tillförordnad kyrkoherde i många pastorat i samband med kyrkoherdeskiften. Han har varit ordförande i Stiftelsen Stora Sköndal och åren 2017-2023 var han ordförande i Bohusläns Gille i Stockholm. Långström är ledamot av flera stiftelsestyrelser och är vice preses i Samfundet Pro Fide et Christianismo. Han anlitas ofta som predikant, föredragshållare och retreatledare.
Långström är son till prosten Bertil Långström, tidigare kyrkoherde i Myckleby, bror till prosten Erik Långström, samt farbror till kyrkoherde Karin Långström.